# Sankt bernhardshund
Sankt bernhardshund är en hundras från Schweiz. Den är av molossertyp och räknas till bergshundarna, men har inte haft som huvudsaklig användning att vara boskapsvaktare eller herdehund. Dagens sankt bernhardshund har inte heller varit räddningshund utan är framavlad som sällskapshund.

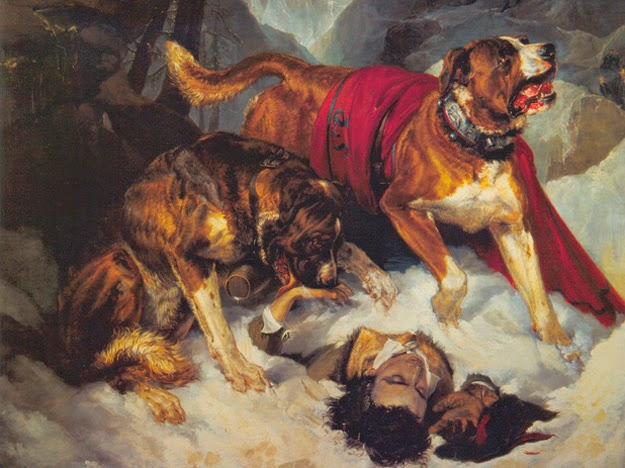
Edwin Landseers målning från 1820 av två alpmastiffer som räddar en nödställd, den ena hunden med konjakskagge.

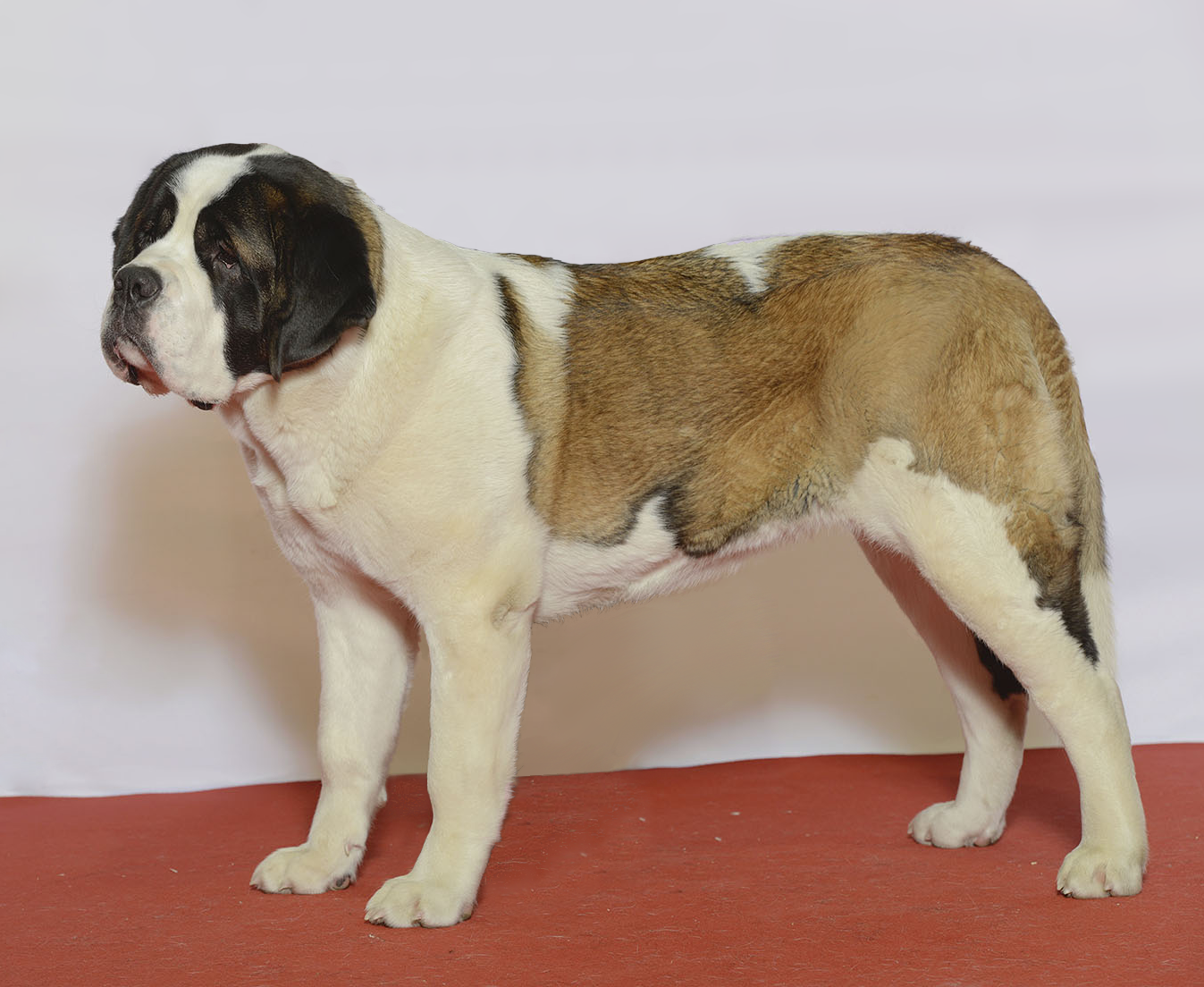
Korthårig sankt bernhard

## Historia
Den stora, tunga, massiva och långhåriga sankt bernhardshunden av idag är resultatet av korsningar från mitten av 1800-talet. Efter att den ursprungliga stammen av räddningshundar på klosterhärbärget vid Sankt Bernhardspasset decimerats under 1830-talet, korsades lokala sennenhundar med pyrenéerhundar, newfoundlandshundar, grand danois och mastiffer. De som blev för stora och långhåriga för augustinermunkarnas vandringar i snölandskapet skänktes bort eller såldes till lokala bönder. Det är dessa gårdshundar som utgör grunden för rasen.
Bilden av sankt bernhardshunden som dyker upp i snöstormen med en konjakskagge skapades av Edwin Landseer på en målning från 1820 (Alpine Mastiffs Reanimating a Distressed Traveller). På 1860-talet förstärktes denna föreställning genom vidlyftig reklam för rasen av den brittiske hundhandlaren, pastorn och sedermera parlamentsledamoten John Cumming Macdona (1836-1907).
På 1860-talet introducerades namnet sankt bernhardshund, erkändes hunden som en egen ras av den schweiziska kennelklubben. Dessförinnan kallades hunden ofta alpmastiff. 
Den ursprungliga alpmastiffen hade en konstitution som mer liknade sennenhundarnas. Detta vet man genom den berömda räddningshunden Barry, född 1802 och död 1814, som står uppstoppad på Naturhistoriska museet i Bern. Hundarna användes som vakthundar, klövjehundar och räddningshundar av munkarna som patrullerade den svåra terrängen för att hjälpa vandrare genom passet. Hundarnas orienteringsförmåga och skärpta luktsinne hjälpte munkarna att finna sin väg i snön och att hitta nödställda. De lär även ha kunnat varsla om snöskred. Första skriftliga omnämnandet av munkarnas hundar är från 1707, dokument har visat att traditionen började på 1660-talet. Deras rykte spreds av soldater i Napoleons la grande armée. 1815 och 1830 decimerades munkarnas stam av hundar, första gången av en valpsjukeepidemi, andra gången av ett snöskred.

## Egenskaper
Till kynnet är sankt bernhardshunden en trygg och vänlig sällskapshund, men den kan även vara vaksam. Den är livlig för att vara så stor och tung.

## Utseende
Sankt bernhardshundens kropp är kraftig och muskulös, och den kan väga 60-100 kilo. Den finns som långhårig och korthårig. Grundfärgen är vit med stora djupröda fläckar.

## Kända hundar
- Barry
- Skeppshunden Bamse

### Fiktiva hundar
Kända fiktiva sankt bernhardshundar är bland andra: 
- Båtsman, Tjorvens hund i böckerna och filmerna om Saltkråkan
- Cujo i Stephen Kings bok med samma namn,
- Bolivar, Kalle Ankas hund
- Beethoven i filmen med samma namn.
- Cujo, i Stephen Kings bok med samma namn.